# Baranamtarra
Baranamtarra (fl. XXIV secolo a.C.) è stata una sovrana mesopotamica, regina di Lagash.

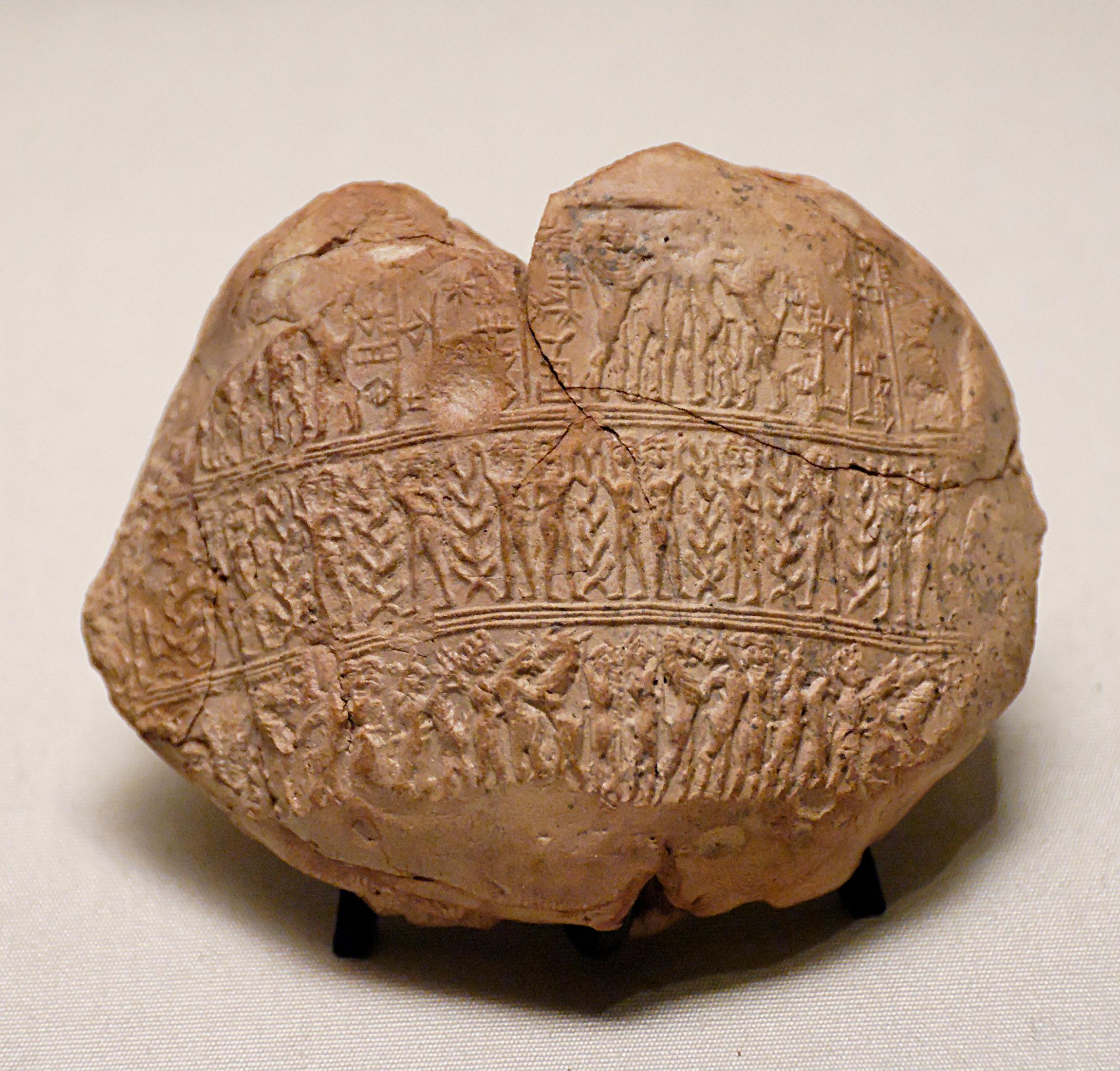
Sigillo di Baranamtarra, 2400 a.C. circa, Girsu/Tello, Museo del Louvre.

Figlia di Ashag, nel 2384 a.C. prese insieme a suo marito Lugalanda il potere di Lagash, una delle città più antiche dei Sumeri. Divennero i più grandi proprietari terrieri della città e la stessa Baranamtarra presiedette a un tempio e a diverse proprietà. Gestì i suoi possedimenti privati e quelli del tempio della dea Bau e fu attiva nella compravendita degli schiavi e nell'invio delle missioni diplomatiche negli stati confinanti.
Gli scambi di favori tra Baranamtara e Ninigidubti, moglie del patesi di Adab, contribuirono agli ottimi rapporti tra le due città da esse governate. Baranamtara era nota con l'epiteto di "la donna" oppure dim ("la magnifica"), e al suo palazzo si faceva riferimento con l'espressione de "la casa della donna".
I documenti che esistono ancora oggi riflettono le attività commerciali private della regina consorte durante la grande era del commercio internazionale e della prosperità di Lagash. Baranamtara inviò abiti di lana e argento a Dilmun e vendette rame importato da Dilmun nella vicina città di Umma. In linea con le pratiche dei mercanti internazionali, dedicò una statua in bronzo alla dea Nanše. La dicitura "proprietà di Baranamtara" si trova su elenchi di persone, animali, proprietà e oggetti vari.
I registri che attestano le sue ingenti donazioni ai culti religiosi dimostrano come sia stata una delle prime grandi filantrope della storia, nonché una delle prime donne di successo ad essere ricordata nel mondo per la sua influenza.
A causa dell'instabilità politica dell'epoca, Baranamtara e Lugalanda furono a loro volta rovesciati dal sovrano Urukagina nel 2378 a. C.
Le è stato dedicato il cratere Baranamtarra su Venere.